# Simone Schmiedtbauer
Simone Schmiedtbauer (nascida em 8 de junho de 1974) é uma política austríaca eleita membro do Parlamento Europeu em 2019. Desde então, ela tem servido no Comité de Agricultura e Desenvolvimento Rural.